# 小行星1526
小行星1526（1526 Mikkeli）是一颗围绕太阳公转的小行星。1939年10月7日，爾約·維薩拉在图尔库发现了此天体。
該小行星以芬蘭的城市米凱利命名。
这颗小行星的绝对星等为72.6042205537815等。